# Albefeuille-Lagarde
Albefeuille-Lagarde ist eine Gemeinde im Südwesten Frankreichs im Département Tarn-et-Garonne in der Region Okzitanien. Sie hat 590 Einwohner (Stand: 1. Januar 2022), gehört zum Arrondissement Castelsarrasin und ist Mitglied im Gemeindeverband Grand Montauban. Die Einwohner werden Algardois und Algardoises genannt.

## Geographie
Albefeuille-Lagarde liegt in der ehemaligen Provinz Quercy etwa acht Kilometer nordwestlich von Montauban am Tarn, der die Gemeinde im Osten begrenzt. Das Gemeindegebiet gehört zum Einzugsgebiet der Garonne und wird darüber hinaus vom Ruisseau de Payrol, dem Ruisseau de Gaillardie, dem Ruisseau de Laffitte und verschiedenen anderen kleinen Wasserläufen entwässert.
Ein Teil des Gemeindegebiets am Tarn gehört zum Naturschutzgebiet „Vallées du Tarn, de l’Aveyron, du Viaur, de l’Agout et du Gijou“ im Rahmen des Natura 2000-Netzwerks.
Umgeben wird Albefeuille-Lagarde von den Nachbargemeinden Barry-d’Islemade im Norden, Villemade im Nordosten, Montauban im Osten und Südosten, Montbeton im Süden sowie La Ville-Dieu-du-Temple im Westen.

## Bevölkerungsentwicklung
| 1962                       | 1968 | 1975 | 1982 | 1990 | 1999 | 2006 | 2013 | 2020 |
| -------------------------- | ---- | ---- | ---- | ---- | ---- | ---- | ---- | ---- |
| 505                        | 549  | 578  | 601  | 632  | 644  | 631  | 611  | 614  |
| Quellen: Cassini und INSEE |      |      |      |      |      |      |      |      |

## Sehenswürdigkeiten
- Pfarrkirche Saint-Pierre-aux-Liens in Lagarde, errichtet im ausgehenden 19. Jahrhundert
- Pfarrkirche Saint-Pierre-aux-Liens in Albefeuille, genannt „Du Tap“, aus der zweiten Hälfte des 17. Jahrhunderts

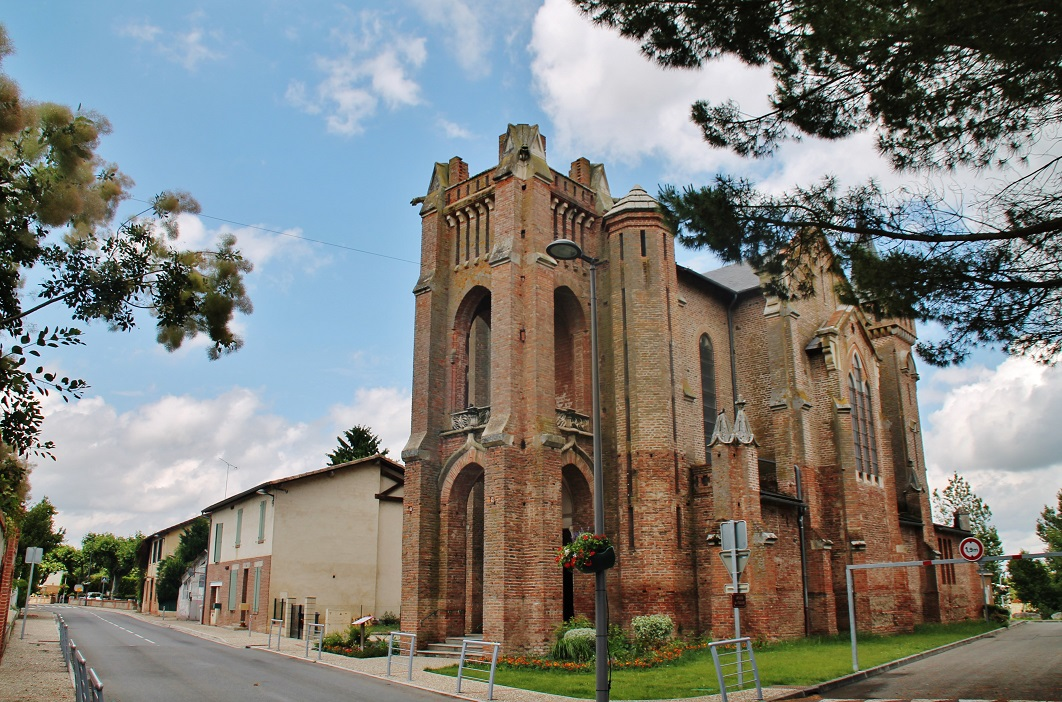
Pfarrkirche Saint-Pierre-aux-Liens in Lagarde
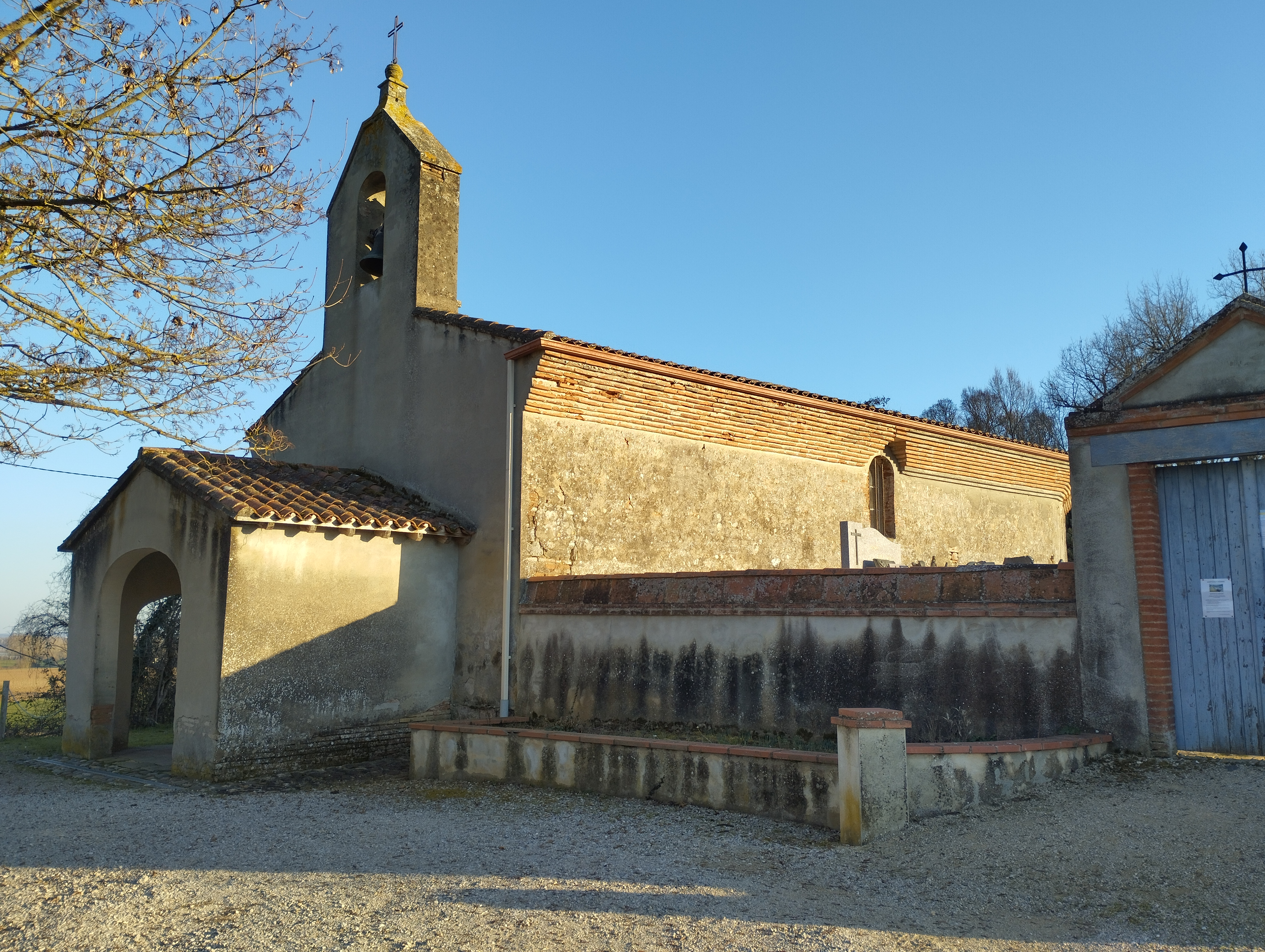
Pfarrkirche Saint-Pierre-aux-Liens in Albefeuille, genannt „Du Tap“